# Lorraine-Dietrich Type HJ

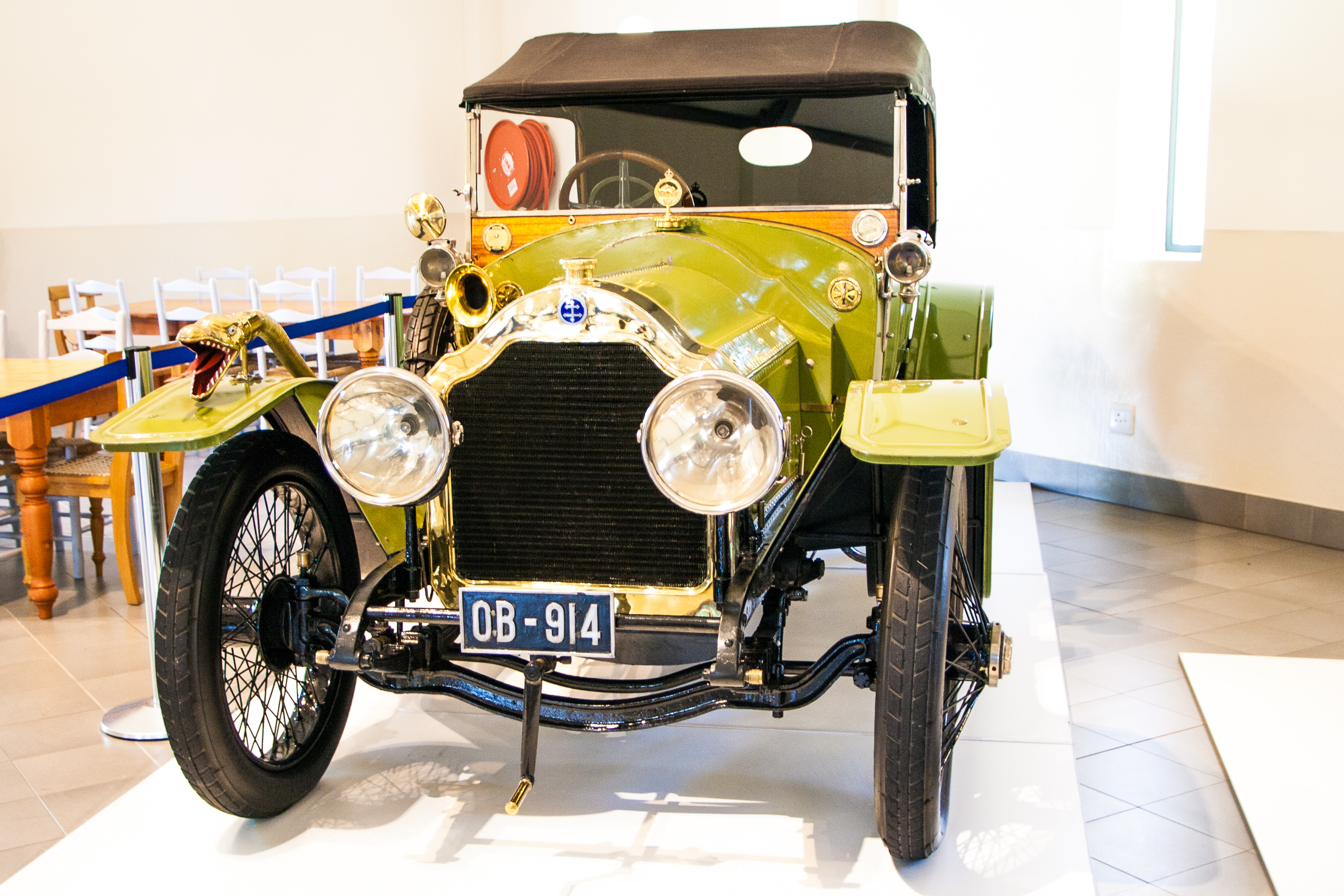
Lorraine-Dietrich Type CcHJ oder Type TcHJ

Der Lorraine-Dietrich Type HJ ist eine Baureihe von Pkw-Modellen der 1910er Jahre. Dazu gehören Type CcHJ, Type TcHJ, Type CHJ und Type THJ. Hersteller war Lorraine-Dietrich in Frankreich.

## Beschreibung
Die Bauzeit war von 1911 bis 1912. Am 8. Dezember 1910 erteilte die nationale Behörde die Zulassung. Vorgänger war der Type GJ.
Der Motor entstand nach einer Lizenz von Turcat-Méry. Er ist ein Vierzylinder-Reihenmotor. Er ist als L-Kopf-Motor mit SV-Ventilsteuerung ausgeführt. Jeweils zwei Zylinder sind paarweise zusammengegossen. 110 mm Bohrung und 150 mm Hub ergeben 5702 cm³ Hubraum. Der Motor war damals in Frankreich steuerlich mit 28 CV eingestuft.
Der Motor ist vorn längs im Fahrgestell eingebaut. Er treibt über ein Vierganggetriebe die Hinterräder an. Die Bremse wirkt zeittypisch nur auf die Hinterachse.
Type CcHJ und Type TcHJ mit Kardanantrieb haben 3304 mm bzw. 3554 mm Radstand. Type CHJ und Type THJ, beide mit Kettenantrieb und nur 1911 im Sortiment, haben 3154 mm bzw. 3404 mm Radstand.
Bekannt sind Aufbauten als Torpedo und Limousine. Ein Fahrzeug befindet sich in Südafrika in einem Automuseum.